# Perry Kitchen
Perry Allen Kitchen (Indianápolis, Indiana, Estados Unidos, 29 de febrero de 1992) es un futbolista estadounidense, juega como defensa central y su actual equipo es Los Angeles Galaxy de la Major League Soccer.

## Trayectoria

### Carrera Universitaria
Kitchen ha jugado tanto como mediocampista como defensa para los Akron Zips, y fue uno de los jugadores más sólidos para la Universidad de Akron en la única temporada que pasó con el equipo. Kitchen fue titular en 25 partidos para los Zips en 2010, anotó seis goles y obtuvo una asistencia. Fue seleccionado al Equipo Estelar de la Mid American Conference y fue anotó un gol en la semifinal de la College Cup en la victoria 2-1 sobre Míchigan.
Kitchen también jugó un partido para el Chicago Fire Premier de la USL Premier Development Leagueen 2010.

### D.C. United
Al finalizar su temporada con los Zips, Kitchen rechazó una oferta para entrenar con el Anderlecht de la Primera División de Bélgica para firmar un contrato de la Generación Adidas. Fue seleccionado en la primera ronda (3.ª en la general) del MLS SuperDraft 2011 por el D.C. United. Hizo su debut profesional el 19 de marzo de 2011 en el partido inaugural de la temporada contra el Columbus Crew y anotó su primer gol en la MLS en la victoria 3-2 sobre los Portland Timbers el 29 de mayo de 2011.

### Heart of Midlothian / Randers
Kitchen firmó con Heart of Midlothian en un contrato de 2 años y medio el 9 de marzo de 2016. Hizo su debut en la Premier League escocesa tres días después en una victoria por 1-0 en Dundee, como un sustituto de Sam Nicholson en el minuto 73.
El 21 de septiembre de 2016, Kitchen fue nombrado capitán del club. Kitchen jugó con menos frecuencia después de que Ian Cathro fue nombrado gerente de Hearts, y se le permitió abandonar el club al final de la temporada.
Kitchen firmó con el club danés de la Superliga Randers en un contrato de dos años en julio de 2017.

### LA Galaxy
Kitchen regresó a los Estados Unidos cuando firmó con Los Angeles Galaxy en enero de 2018. Los Angeles Galaxy adquirió sus derechos de MLS de D.C. United a cambio de $ 100,000 en dinero de asignación general y $ 200,000 en dinero de asignación específica. Hizo su debut el 4 de marzo en la apertura de la temporada, una victoria por 2-1 sobre Portland. El Galaxy se perdió los play-offs.

## Selección nacional

### Selecciones juveniles
Kitchen ha sido un miembro importante de los equipos sub-20 y, en particular, la selección sub-17 de los Estados Unidos.
El 19 de febrero de 2012 fue llamado por el entrenador de la selección estadounidense sub-23, Caleb Porter, al campamento del mes febrero con miras al torneo preolímpico de la CONCACAF.  Kitchen jugó los 90 minutos la victoria 2-0 de la selección sub-23 en el amistoso contra la selección sub-23 de México el 29 de febrero de 2012. El 12 de marzo de 2012, Kitchen fue llamado al grupo de 19 jugadores que conformó el equipo que enfrentó las eliminatorias de la CONCACAF para las Olimpiadas en Londres. Kitchen fue titular en los tres partidos de Estados Unidos antes de que quedasen eliminados.

### Selección mayor
Zardes fue convocado a la selección estadounidense por primera vez el 24 de enero de 2015, cuando fue incluido en la lista final de futbolistas que viajarían a Chile para un amistoso frente a la selección de ese país en Rancagua el 28 de ese mes. Hizo su debut un partido después, ingresando en el segundo tiempo en la victoria 2-0 sobre Panamá en California.

#### Participaciones en Copas América
| Copa              | Sede           | Resultado    |
| ----------------- | -------------- | ------------ |
| Copa América 2016 | Estados Unidos | Cuarto lugar |

## Clubes
| Club                | País           | Año           |
| ------------------- | -------------- | ------------- |
| D.C. United         | Estados Unidos | 2011-2015     |
| Heart of Midlothian | Escocia        | 2016-2017     |
| Randers             | Dinamarca      | 2017-2018     |
| Los Angeles Galaxy  | Estados Unidos | 2018-Presente |

## Palmarés

### Campeonatos nacionales
| Título                   | Club        | País           | Año  |
| ------------------------ | ----------- | -------------- | ---- |
| Lamar Hunt U.S. Open Cup | D.C. United | Estados Unidos | 2013 |